# Pedies virescens
Pedies virescens är en insektsart som beskrevs av Henri Saussure 1861. Pedies virescens ingår i släktet Pedies och familjen gräshoppor. Inga underarter finns listade i Catalogue of Life.